# Loco Solo: Live in Japan
Loco Solo: Live in Japan is het zesde soloalbum van de Britse progressieve rock musicus John Greaves.
Het is dit keer echt een soloalbum: het betreft de opname van een solo-concert van 13 juni 1998 in het Star Pines Café in Tokyo, Japan.

## Tracklist
1. Photography
2. The Bee Dream
3. 4L
4. Always Be New to Me
5. The Green Fuse
6. Kew.Rhône
7. Almost Perfect Lovers
8. 22 International Proverbs
9. Dante
10. Balthus
11. Rose C'est la Vie
12. Pelagos
13. How Beautiful You Are
14. The Song
15. The Price We Pay

## Bezetting
- John Greaves zang, piano